# Editorial Graó
Editorial Graó és una editorial especialitzada en educació, que publica llibres i revistes de referència en l'àmbit de la didàctica. Va néixer el 1977 i té obres en castellà i en català. Juntament amb Interactiva de Serveis Pedagògics ha format l'Institut de Recursos i Recerca per a la Formació (IRIF).

## Revistes
Les revistes que publica Graó són les següents:

### Generals
- Guix. Elements d'Acció Educativa, dirigida a la comunitat de mestres[3]
- Aula, per a la innovació educativa
- Fòrum, publicada des del 2003, té per objectiu donar resposta a les necessitats organitzatives, de direcció i d'administració dels centres i ajuda a definir els nous models de gestió. Va adreçada a equips directius d'escoles i instituts.

### Específiques
- Alambique, per a l'ensenyament de les ciències
- Articles de Didàctica de la Llengua i de la Literatura, publicada des del 1994, és una revista dirigida al professorat d'escoles i instituts, especialitzada en la didàctica de la llengua i de la literatura que, a part de mantenir al dia de les novetats d'aquest àmbit específic, té l'objectiu de resoldre tant els problemes pràctics com teòrics que puguin aparèixer en el dia a dia de l'aula. Inclou versió castellana anomenada Textos.
- Guix d'Infantil, publicada des de 1991, té per objectiu proporcionar informació útil per la pràctica docent, contribuint a la construcció del camp professional, informant i creant xarxes d'intercanvi, d'idees, iniciatives i experiències. És una publicació destinada al professorat d'educació infantil, llar d'infants i escoles infantils (0-6 anys).
- Aula d'infantil, per a l'etapa d'educació infantil
- Eufonía, per a la didàctica de la música
- Íber, per als professors de ciències socials
- Tándem, sobre educació física
- Uno, revista sobre didàctica de les matemàtiques

### Dirigides a les famílies
- Viure en família, consells educatius per a mares i pares, compta amb una versió castellana anomenada Crecer en Familia.